# Provincia di Nam Dinh
Nam Dinh (vietnamita: Nam Định) è una provincia del Vietnam, della regione del Delta del fiume Rosso. Occupa una superficie di 1652,3 km² e ha una popolazione di 1.780.393 abitanti. 
La capitale provinciale è Nam Dinh. 

## Distretti
- Giao Thủy
- Hải Hậu
- Mỹ Lộc
- Nam Định
- Nam Trực
- Nghĩa Hưng
- Trực Ninh
- Vụ Bản
- Xuân Trường
- Ý Yên